# Hieronim Łoski
Hieronim (Jarosz) Łoski (ur. ok. 1487, zm. po 21 kwietnia 1527) – nieślubny syn księcia mazowieckiego Konrada III Rudego ze związku z Anną Łoską, najprawdopodobniej szlacheckiego pochodzenia.

## Życiorys
Od 1512 pełnił funkcję kapłana i altarzysty w kolegiacie św. Jana w Warszawie. Przed 13 czerwca 1520 otrzymał po swej babce Zofii z Kuczborka dobra ziemskie w Kuczborku, które wraz z zapisanymi mu przez księcia Konrada Rudego stoma dukatami przekazał swojej matce Annie. Prawdopodobnie po 1520 przeniósł się do Makowa, gdyż w dokumencie z 28 czerwca 1521 występuje jako altarzysta w tamtejszej parafii.
Przed 28 czerwca 1521 siostra Hieronima zapisała mu w testamencie ogród. Przed 4 marca 1526 książę mazowiecki Janusz III zapisał Hieronimowi w testamencie pięć kop groszy z cła mostowego różańskiego. W Różanie Hieronim pełnił również funkcję prowizora tamtejszego szpitala. 24 maja 1526 córka Konrada Rudego Anna mazowiecka potwierdziła nadanie księcia Janusza, zaś 21 kwietnia 1527 po wcieleniu Mazowsza w skład Korony Królestwa Polskiego, potwierdził je również król Polski Zygmunt I Stary. Jest to ostatnia wzmianka na temat Hieronima (Jarosza) Łoskiego. Dalsze losy nieślubnego syna księcia Konrada nie są znane.